# Безотцовщина (пьеса)
«Безотцо́вщина» (также известна под названиями «Пье́са без назва́ния» и «Плато́нов») — первая пьеса Антона Павловича Чехова, написанная им в 18-летнем возрасте (во время учёбы в гимназии). Состоит из четырёх действий.
Пьеса обнаружена и опубликована через 19 лет после смерти автора. Название пьесы восстановлено по письму Александра Чехова от 14 октября 1878 года. 
Ввиду большой протяжённости текста (около 170 страниц) и обилия действующих лиц пьеса чаще всего ставится с купюрами. В большинстве постановок использовалось название «Платонов».

## Персонажи
- Анна Петровна Войницева, молодая и красивая вдова, генеральша.
- Сергей Павлович Войницев, сын генерала Войницева от первого брака.
- Софья Егоровна, его жена.
- Помещики, соседи Войницевых:
- Порфирий Семёнович Глагольев 1.

- Кирилл Порфирьевич Глагольев 2, его сын.
- Герасим Кузьмич Петрин.
- Павел Петрович Щербук.
- Марья Ефимовна Грекова, девушка 20 лет.
- Иван Иванович Трилецкий, полковник в отставке.
- Николай Иванович, его сын, молодой лекарь.
- Абрам Абрамович Венгерович 1, богатый еврей.
- Исак Абрамович, его сын, студент.
- Тимофей Гордеевич Бугров, купец.
- Михаил Васильевич Платонов, сельский учитель.
- Александра Ивановна (Саша), его жена, дочь И. И. Трилецкого.
- Осип, малый лет 30, конокрад.
- Марко, рассыльный мирового судьи, маленький старичок.
- Прислуга Войницевых: Василий, Яков, Катя.
- Гости, прислуга.

## Сюжет
В имении при сельской школе живут молодая вдова генерала Войницева Анна Петровна, её пасынок Сергей Павлович Войницев и его жена Софья Егоровна. В имение приезжают соседи Войницевых Иван Иванович Трилецкий, его сын Николай Иванович, кандидат прав Герасим Кузьмич Петрин, отставной гвардии корнет Павел Петрович Щербук, их лучший друг Порфирий Семенович Глагольев, его сын Кирилл, богатый еврей Абрам Абрамович Венгерович, его сын Исаак, купец Тимофей Гордеевич Бугров и двадцатилетняя спутница Трилецкого Марья Ефимовна Грекова. В местной школе преподает учитель Михаил Васильевич Платонов, который женат на дочери полковника Трилецкого Сашеньке.
Сначала за игрой в шахматы Анна Петровна убеждает Трилецкого или жениться на Грековой, или не трогать ее вообще. В ответ на это Трилецкий убеждает генеральшу, что она не станет к ней ездить, так как к ней ходит Платонов, которого она ненавидит за то, что он нанёс ей публичное оскорбление. Глагольев, слушавший весь этот разговор, тоже присоединяется к ним и вместе с ними и Войницевым говорит обо всём интересном. Грекова, несмотря на это, приезжает в имение и, увидев там Платонова, оскорбляется ещё хуже. Платонов пытается с ней поговорить, но у него ничего не выходит. Трилецкий предупреждает его быть осторожным. Софья Егоровна, еще не зная, кто её преследует, хочет все узнать о Платонове и о том, что он хозяин соседнего имения. Щербук по приезде высказывает соседям обо всём, что у него на душе накипело, и хочет поделиться об этом с Петриным.
Приезжает из Парижа и сын Глагольева Кирилл и устраивает отцу скандал за то, что он не прислал ему деньги. В ответ на это Глагольев убеждает сына, что ему будет достаточно двадцати пяти тысяч. Войницев убеждает Платонова, что его имение купит Глагольев, так как недавно он предложил ему свою сделку. А чтобы сделка прошла удачно, ему нужно будет жениться на генеральше. У Анны Петровны тоже много хлопот, но для того, чтобы выйти замуж за Глагольева, ей нужно что-то решить с имением. К тому же у неё есть шахты, и на них претендуют Венгерович и купец Бугров.
Трилецкий не знает, что означают эти буквы С. В., начертанные на беседке, и полагает, что они предназначены для Войницева, дабы уважить ими себя или свою супругу. Платонов же, наоборот, что эти литеры означают «Слава Венгеровичу», так как он вложил столько денег для продажи генеральшиных шахт. Глагольев, понимая, что Войницев зря все это затеял, сообщает Анне Петровне, что он отказывается от прав мужа. Анна Петровна убеждает его, что у неё с ним только дружеские чувства.
Платонов находит в Софье свою первую любовь. Софья Егоровна понимая, что её преследует именно он, убеждает Платонова, чтобы он оставил её в покое. Однако в имении командует малый конокрад Осип, который горит желанием убить Платонова. Сначала он просит деньги у Венгеровича, а затем хочет поговорить о нём с Сашенькой. Платонов приходит в состоянии алкогольного опьянения. Он понимает, что всем этим обидел Сашу, но она ни о чём не подозревает.
Служанка Войницевых Катя приносит Платонову письмо от Софьи Егоровны. Платонов понимает, что Софья его действительно любит, но Сашу он не может оставить. Софья Егоровна, расставшись с мужем, решает уехать с Платоновым, но обнаруживает его пьяным. Глагольев и Кирилл уезжают из имения. Войницев, понимает, что Платонов хочет отнять у него жену, решает уехать с матерью из своего имения. Осипа убивают мужики. В семье разгорается скандал. Трилецкий приносит Платонову записку и сообщает ему, что Саша пыталась покончить с собой. Грекова понимает свою ошибку, и теперь у неё с Платоновым близкие отношения.
Софья Егоровна, понимая, что Платонов её предал, стреляет в него. От полученных ран Платонов умирает.

## Адаптации
В 1970-х годах Александр Адабашьян и Никита Михалков использовали пьесу как основу для сценария советского фильма «Неоконченная пьеса для механического пианино» (в сюжете были использованы и другие произведения Чехова). Пьеса по мотивам фильма была поставлена Михалковым на римской сцене с Марчелло Мастроянни в главной роли. 
В 1984 году Майкл Фрейн представил авторскую англоязычную адаптацию пьесы под названием «Дикий мёд».

### Экранизации
- 1964 — Платонов / Platonov (ТВ) (Испания), режиссёр Густаво Перес Пуч[исп.] (сериал «Первый ряд»)
- 1967 — Этот Платонов / Dieser Platonow… (ТВ) (ФРГ), режиссёр Освальд Дёпке[нем.]
- 1967 — Любовь Платонова / Platonov szerelmei (ТВ) (Венгрия), режиссёр Енё Хорват
- 1971 — Платонов / Platonov (ТВ) (Великобритания), режиссёр Кристофер Морахан[англ.] (сериал BBC Пьеса месяца). В ролях: Рекс Харрисон — Платонов.
- 1974 — Платонов / Platonov (ТВ) (Португалия), режиссёр Хорхе Листопад[порт.] (по пьесе «Безотцовщина»)
- 1977 — Неоконченная пьеса для механического пианино (реж. Н. Михалков, 1976)
- 1987 — Отель «Франция» / Hôtel de France (Франция), режиссёр Патрис Шеро (по пьесе «Безотцовщина»)
- 1998 — Платонов / Platonow. Akt pominiety (ТВ) (Польша), режиссёр Ежи Яроцкий (сериал «Телевизионный театр») (по пьесе «Безотцовщина»)
- 2006 — Накануне осени (Россия), режиссёр Александр Белов (дипломная работа по пьесе «Безотцовщина»